# Corrada del Obispo

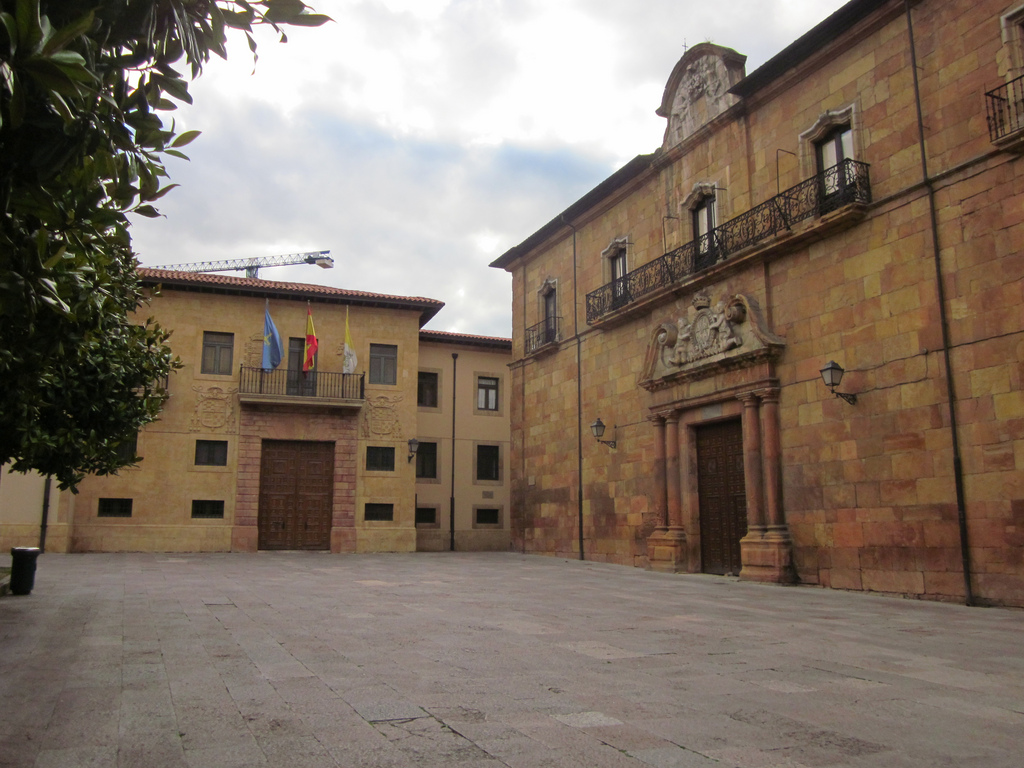
Vista de los lados norte y oeste de la Corrada del Obispo. Al fondo se encuentra el palacio episcopal y a la derecha la Puerta de la Limosna, que da acceso al claustro de la Catedral de Oviedo, de estilo barroco, construida en el siglo XVIII cuando fue añadido un piso de dicho estilo al claustro gótico

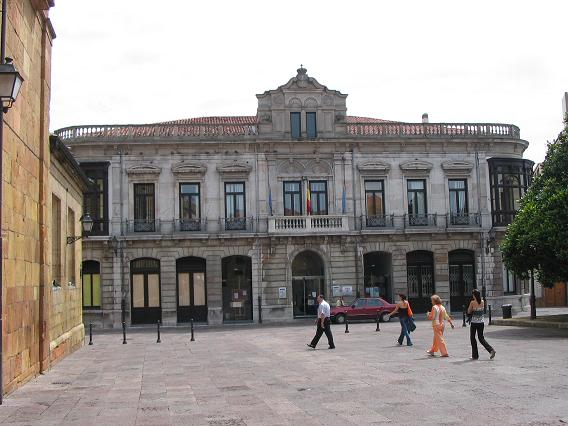
Casa del Deán Payarinos ocupada hoy en día por el Conservatorio Profesional de Música de Oviedo y el Conservatorio Superior de Música dedicado al músico ovetense Eduardo Martínez Torner

La Corrada del Obispo es una plaza de la ciudad de Oviedo, Principado de Asturias, España, situada en pleno casco histórico de la misma.

## Ubicación
La plaza es de forma aproximadamente rectangular, limitada en todo el lado sur por el tramo inferior de la calle Canóniga, que pertenece a la plaza y en la que entra desde la esquina suroeste de la misma, en el este por la Casa del Deán Payarinos y, finalmente, en sus lados oeste y norte, por el palacio episcopal y el claustro de la Catedral de Oviedo respectivamente. Confluyen en ella, de manera paralela al lado este, las calles de San Vicente y de San José y en la esquina noroeste, separando el palacio episcopal y el claustro de la catedral, se abre la calleja llamada Tránsito de Santa Bárbara.

## Historia
Las más antiguas menciones al palacio episcopal y a la plaza que se desarrolla ante ella, figuran en un documento de propiedad de unas casas pertenecientes al Monasterio de San Juan de Corias de 1177 que se encontraban ad plateam domini episcopi.
Posteriormente aparece de nuevo, ya con una denominación más cercana a la actual, en una escritura del año 1265 en la que se describe la situación de una casa diciendo que se encontraba detrás del corral del Obispo. A partir de 1294, en que vuelve a figurar de nuevo documentalmente, se generaliza el uso de tal denominación para esta plaza.
La configuración actual de la plaza, arranca en la Navidad de 1521, fecha en la que Oviedo sufrió un incendio que destruyó prácticamente todo su caserío, incluyendo el palacio episcopal que fue levantado de nuevo durante el siglo XVI. A su lado, el cabildo catedralicio, mandó en la década de 1730 construir un piso alto sobre el claustro gótico de la catedral. De acuerdo al gusto dominante en ese momento, el cabildo aprovechó la circunstancia para dotar a la catedral de una portada barroca en la fachada recayente a la Corrada del Obispo y que de alguna manera rivalizase con el palacio episcopal. En ese entonces el espacio de la plaza era más reducido que el actual ya que había una hilera de casas, que adosadas al palacio episcopal, bajaban hasta la calle de San José delimitando de esta manera la calle Canóniga. En una de estas casas nació en 1754 el jurista Francisco Martínez Marina.
El 25 de mayo de 1808 tuvo lugar en esta plaza un hecho de gran singularidad histórica. Tras el levantamiento popular del 9 de mayo tras conocerse los sucesos ocurridos en Madrid en los comienzos de la invasión napoleónica y ante la ausencia del rey, la Junta General del Principado de Asturias se autoproclamó soberana y declaró la guerra a Francia, declaración que fue leída a la población desde el balcón sobre la Puerta de la Limosna.
En 1820, el ayuntamiento decidió renombrar la plaza y dedicársela al militar Félix María Álvarez Acevedo, denominación que mantuvo hasta 1937 en que le fue devuelto a la plaza su antiguo nombre.
La fisonomía actual de la plaza se completó en 1900 cuando el deán de la catedral Benigno Rodríguez Pajares, conocido como el Deán Payarinos, mandó construir una casa de aspecto palaciego en el lado este de la plaza, frente al palacio episcopal. Poco después se derribó la casa de la calle Canóniga que estaba adosada al palacio episcopal comunicando de esta manera dicha calle con la Corrada del Obispo. Finalmente la manzana entera fue derribada en 1956, añadiendo de esta manera su espacio al de la plaza. Por este motivo, la denominación y numeración de las casas del lado sur de la plaza es como Calle Canóniga.

## Edificios
- Palacio episcopal: El palacio actual data de los años 1940 tras ser quemado y arruinado el anterior durante la Revolución de Asturias de 1934. La reconstrucción mantuvo el aspecto y fisonomía del anterior y sólo se conservó del palacio original del siglo XVI la portada adornada con cuatro escudos de diferentes prelados ovetenses.
- Claustro de la Catedral de Oviedo: A comienzos del siglo XVIII el cabildo catedralicio decidió añadir un piso al claustro gótico de la catedral. El arquitecto encargado de la obra fue Francisco de la Riva Ladrón de Guevara que la ejecutó entre 1730 y 1733. En la fachada sobre la Corrada del Obispo se realizó una fachada palaciega de estilo barroco en la que se abre una gran puerta, conocida como Puerta de la Limosna, flanqueada por dobles columnas toscanas que sujetan un entablamento sobre el que reposa un frontón abierto en el que se encuentra un escudo de España enmarcado por unmedallón y sostenido por niños. Alineado con la puerta sobre la cornisa se encuentra una peineta saliente que contiene un escudo de Oviedo. Estos adornos y escudos están realizados en piedra de color diferente a la del resto de la fachada para realzarlos respecto del resto de la misma. Las estacias del piso alto se abren al exterior mediante cinco balcones con antepecho volado, estando unidas los tres centrales, y rodeados de una delgada moldura y un más grueso baquetón central adornado con una ménsula de hoja en la clave. El piso alto del claustro acoge el Museo de la Iglesia de Oviedo siendo el final del recorrido cultural por el museo, en el que se incluye la visita a la Cámara Santa de la Catedral de Oviedo, precisamente en la Puerta de la Limosna.[3]
- Casa del Deán Payarinos: Fue mandada construir en 1900 por el deán de la catedral Benigno Rodríguez Pajares, conocido popularmente como Deán Payarinos, y proyectada por el arquitecto Juan Miguel de la Guardia en estilo modernista. Del edificio original se mantiene la fachada habiéndose reconstruido totalmente el interior. Ésta es de dos cuerpos con balcones salientes y balaustrada superior siendo las esquinas redondeadas y ocupadas por sendos miradores. Acoge en su interior al Conservatorio Profesional de Música de Oviedo y al Conservatorio Superior de Música Eduardo Martínez Torner.